# David Harnasch
David Harnasch (* 1977 in Freiburg) ist ein deutscher Journalist.

## Leben

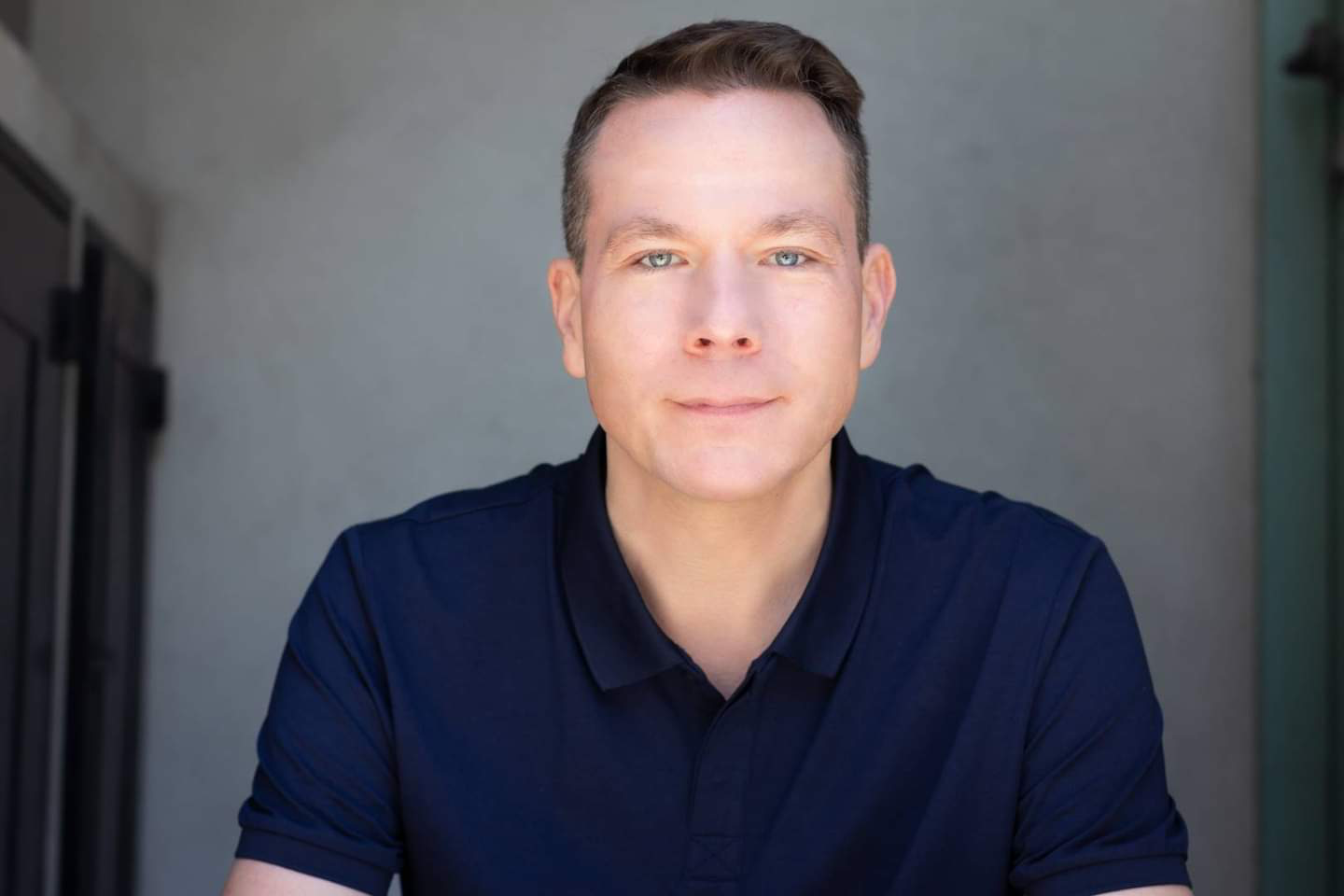
David Harnasch

Nach Tätigkeiten in der IT-Branche und als Unternehmensberater begann Harnasch, für Lokalfernsehen und Radio zu arbeiten, unter anderem für die Badische Zeitung. Für den Lokalsender TV Südbaden besuchte er als „Nachtschwärmer“ Clubs und Messen der Region und führte Interviews mit verschiedenen Künstlern und Prominenten, unter anderem mit Markus Kavka. Daneben schrieb er für das publizistische Netzwerk Die Achse des Guten und den Blog Freunde der offenen Gesellschaft.
Für die Tageszeitung Die Welt produzierte er die Video-Kolumne "Medien-Märchen". Im mittlerweile eingestellten Nachrichtenportal zoomer.de veröffentlichte er regelmäßig Videos in der Kolumne „Meinungsmacher“. Der Tagesspiegel druckte mehrere seiner Beiträge als Gastkommentare. Daneben schrieb er unregelmäßig für die Jüdische Allgemeine. Bis 2008 betrieb er den Videoblog Bildschirmarbeiter, in dem er sich kritisch mit dem Medium Fernsehen, vor allem mit dem öffentlich-rechtlichen Rundfunk auseinandersetzte. Besonders fokussierte er sich dabei auf politische Sendungen.
Am 26. Februar 2009 strahlte der deutsch-französische Kultursender ARTE in der Sendung Paris-Berlin eine Debatte mit dem Titel „Welche Kultur fürs Fernsehen?“ aus, in der David Harnasch als deutscher Gast neben französischen Prominenten mitdiskutierte.
Ab Mitte 2009 bis 2010 war Harnasch für das Politikmagazin Cicero tätig. Gemeinsam mit Ivo Bozic von der Wochenzeitung Jungle World veröffentlichte er ab 2010 alle zwei Wochen die Video-Kolumne Berliner Ferngespräche. Im Jahr 2011 zog seine TV-Kritik zu WELT online um. Seither kommentierte er u. a. auch bei bild.de.
Ebenfalls in 2011 wurde er von der Friedrich-Naumann-Stiftung beauftragt, deren Magazin liberal komplett neu zu konzeptionieren und einen Relaunch zu verantworten, wobei die Erscheinungsfrequenz von vier auf sechs Ausgaben pro Jahr erhöht wurde. In der Folge war er bis zur Ausgabe 4/2014 dessen Chefredakteur. Da er als Freiberufler unter der Zahlungsmoral mancher Auftraggeber litt, gründete er 2014 zusammen mit zwei Freunden das auf Freiberufler und KMUs spezialisierte Factoringunternehmen „Pagido“, wobei unter den Investoren über den Akzelerator Axel Springer Plug and Play auch die Axel Springer SE waren, welches sie im Dezember 2020 wieder verkauften. Von Anfang 2021 bis April 2024 war er beim Zentrum Liberale Moderne als Leiter der Öffentlichkeitsarbeit tätig. Seit dem 1. Mai 2024 ist er als Chefredakteur bei Markt und Mittelstand tätig.
Im Jahr 2016 gründete er als Geschäftsführer zusammen mit Chefredakteur Jan-Philipp Hein die journalistische Online-Plattform Salonkolumnisten, für welche er unter anderem als Co-Moderator des "Ostausschuss" Podcastes ist. Er lebte in Berlin und Freiburg. 2019 lebte er als Digitaler Nomade auch in Portugal und Israel.

### Positionen
Nachdem Harnasch in seiner Jugend zunächst linke Positionen vertreten hatte und Fördermitglied bei Greenpeace war, wurde er später FDP-Mitglied und trat für Freiheit, Demokratie, Globalisierung und die Unterstützung der USA ein. Er befürwortete den Irakkrieg, hält jede Art von Sozialismus für gesellschaftlich und wirtschaftlich bedenklich und unterstützte die Standpunkte Paul Kirchhofs, als dieser kurzzeitig als Finanzminister vorgesehen war.
Harnasch kritisiert die seiner Ansicht nach oft tendenziöse Berichterstattung öffentlich-rechtlicher Fernsehsender in Deutschland. Neben ARD und ZDF stand die Sendung Kulturzeit des Senders 3sat dabei mehrmals im Fokus, unter anderem wegen eines Beitrags, in dem Schüler, die den niederländischen Politiker Geert Wilders enthaupten wollten., als Anhänger eines „toleranten Islam“ dargestellt wurden.
Jan-Philipp Hein bescheinigte Harnasch auf Spiegel Online:

„Harnaschs Argumentation ist meist stringent und nachvollziehbar […] Wie Kalkofe beamt er sich ab und an selbst in die Kulissen der karikierten und kritisierten Sendungen. Das ist meistens originell, weniger krawallig, aber ähnlich komisch wie bei Altmeister Kalkofe.“